# Kerian
Huyện Kerian là một huyện thuộc bang Perak của Malaysia. Huyện Kerian có dân số thời điểm năm 2010 ước tính khoảng 173625 người.